# Bougneau
Bougneau là một xã trong tỉnh Charente-Maritime Charente-Maritime trong vùng Nouvelle-Aquitaine, tây nam nước Pháp. Xã Bougneau nằm ở khu vực có độ cao từ 7-102 mét trên mực nước biển.
Sông Seugne tạo thành toàn bộ ranh giới phía tây.